# Nagroda Vilenica
Nagroda Vilenica (słoweń. nagrada Vilenica) – nagroda literacka przyznawana co roku przez Związek Pisarzy Słoweńskich pisarzom pochodzącym z Europy Środkowej. Wręczenie nagrody odbywa się podczas wrześniowego festiwalu literackiego odbywającego się w jaskini Vilenica na Krasie.
Dotychczasowi laureaci nagrody:
- 1986 – Fulvio Tomizza(inne języki) (Włochy)
- 1987 – Peter Handke (Austria)
- 1988 – Péter Esterházy (Węgry)
- 1989 – Jan Skácel (Czechy)
- 1990 – Tomas Venclova (Litwa)
- 1991 – Zbigniew Herbert (Polska)
- 1992 – Milan Kundera (Czechy)
- 1993 – Libuše Moníková (Czechy/Niemcy)
- 1994 – Josip Osti(inne języki) (Bośnia i Hercegowina)
- 1995 – Adolf Muschg (Szwajcaria)
- 1996 – Adam Zagajewski (Polska)
- 1997 – Pavel Vilikovský (Słowacja)
- 1998 – Péter Nádas (Węgry)
- 1999 – Erica Pedretti(inne języki) (Szwajcaria)
- 2000 – Slavko Mihalić(inne języki) (Chorwacja)
- 2001 – Jaan Kaplinski (Estonia)
- 2002 – Ana Blandiana (Rumunia)
- 2003 – Mirko Kovač (Chorwacja)
- 2004 – Brigitte Kronauer(inne języki) (Niemcy)
- 2005 – Ilma Rakusa(inne języki) (Szwajcaria) i Karl-Markus Gauß (Austria)
- 2006 – Miodrag Pavlović (Serbia)
- 2007 – Goran Stefanovski(inne języki) (Macedonia)
- 2008 – Andrzej Stasiuk (Polska)
- 2009 – Claudio Magris (Włochy)
- 2010 – Dževad Karahasan (Bośnia i Hercegowina)
- 2011 – Mircea Cărtărescu (Rumunia)
- 2012 – David Albahari (Serbia)
- 2013 – Olga Tokarczuk (Polska)
- 2014 – László Krasznahorkai (Węgry)
- 2015 – Jáchym Topol (Czechy)
- 2016 – Dubravka Ugrešić (Chorwacja)
- 2017 – Jurij Andruchowycz (Ukraina)
- 2018 – Ilija Trojanow (Bułgaria/Niemcy)
- 2019 – Dragan Velikić (Serbia)
- 2020 - Mila Haugová (Słowacja)
- 2021 - Josef Winkler(inne języki) (Austria)
- 2022 - Amanda Aizpuriete (Łotwa)
- 2023 - Ottó Tolnai (Węgry/Serbia)
- 2024 - Miljenko Jergović (Bośnią i Hercegowina/Chorwacja)